# Antoni Zambrowski
Antoni Zambrowski (ur. 27 stycznia 1934 w Warszawie, zm. 27 stycznia 2019) – polski dziennikarz, publicysta, społecznik, działacz opozycji politycznej w PRL.

## Życiorys

### Rodzice
Ojciec – Roman Zambrowski był wieloletnim członkiem kierownictwa Komunistycznego Związku Młodzieży Polski, przedstawicielem KZMP we władzach KIM (Komunistycznej Międzynarodówki Młodzieży) w Moskwie, przez pewien czas I sekretarzem KC KZMP. Wkrótce po urodzeniu Antoniego – matka Hanna Rafałowiczówna, zagrożona więzieniem za działalność komunistyczną, uciekła wraz z dzieckiem przez Wolne Miasto Gdańsk do ZSRR i w Moskwie kontynuowała studia wyższe, przerwane w Warszawie przez areszt. W okresie wielkiej czystki została w 1937 aresztowana przez NKWD i trafiła na Łubiankę i Butyrki. Została po kilku dniach zwolniona i sprawa zakończyła się jedynie wydaleniem z WKP(b) (do której należała po automatycznym przeniesieniu z KPP).
Po najeździe Niemiec i ZSRR na Polskę we wrześniu 1939 Roman Zambrowski został uwolniony z obozu odosobnienia w Berezie Kartuskiej. Podjął pracę w pobliskich Baranowiczach w miejskiej administracji sowieckiej jako bezpartyjny urzędnik, do WKP(b) nie został bowiem przyjęty wskutek ciążącego na nim zarzutu przynależności do antypartyjnej grupy „markowców” (od pseudonimu Alfreda Lampego – „Marek”). W związku z zamieszkaniem w Baranowiczach Roman Zambrowski sprowadził rodzinę z Moskwy. Po wybuchu wojny niemiecko-sowieckiej zostali ewakuowani w głąb ZSRR do sowchozu nad Wołgą.

### Szkoła i studia
Antoni podjął naukę w sowieckiej szkole podstawowej, której kierownikiem został jego ojciec. W roku 1943 ojciec rozpoczął szybką karierę w strukturach komunistycznych (od 1944 szef Zarządu Polityczno-Wychowawczego 1. Armii Wojska Polskiego), dochodząc do szczebla członka Biura Politycznego PPR, a następnie od 1948 – PZPR.
Po przyjeździe w maju 1945 roku wraz z rodziną do Warszawy, Antoni Zambrowski jeszcze w szkole podstawowej wstąpił do komunistycznego Związku Walki Młodych (1947). Maturę uzyskał w roku 1951 w warszawskim Liceum im. Tadeusza Reytana. Był aktywistą ZMP. Wysłany na studia wyższe do Moskwy w latach 1951–1956 studiował ekonomię na Uniwersytecie Moskiewskim im. Łomonosowa, który ukończył z wyróżnieniem. Tam na wiosnę 1956 roku przyjęty do PZPR jako kandydat.

### Podczas Odwilży
Po powrocie do kraju latem 1956 roku uczestniczył w wydarzeniach Polskiego Października w Warszawie, m.in. w wiecach studentów na Politechnice Warszawskiej. Zatrudnił się w Zakładach Wytwórczych Urządzeń Telefonicznych na Kamionku, gdzie zorganizował grupę działania Rewolucyjnego Związku Młodzieży, powstającego na gruzach stalinowskiego ZMP. Jako I sekretarz Tymczasowego Komitetu Dzielnicowego RZM na Grochowie brał udział w wymuszonym przez władze partyjne zjeździe zjednoczeniowym RZM i Związku Młodzieży Robotniczej, na którym powołano Związek Młodzieży Socjalistycznej, początkowo względnie niezależny od władz. Wielu członków ZMS, w tym Antoni Zambrowski, czynnie protestowało przeciwko zamknięciu przez władze komunistyczne jesienią 1957 krytycznego wobec nich tygodnika „Po prostu”.

### Okres przynależności do PZPR
W roku 1958 został przyjęty przez fabryczną POP na członka PZPR i wybrany do Komitetu Zakładowego PZPR jako kandydat wysunięty przez salę. W roku 1959 przeniesiony służbowo do Zakładów Wytwórczych Lamp Elektrycznych „Róża Luksemburg”, zaś w 1960 roku – do Centralnego Ośrodka Doskonalenia Kadr Kierowniczych przy KC PZPR.
W roku 1963 po dymisji ojca – Romana Zambrowskiego ze stanowiska członka Biura Politycznego KC PZPR oraz sekretarza KC, zawieszony przez ministra Aleksandra Burskiego w prawach wykładania w CODKK. Przeniósł się na Wydział Ekonomii Uniwersytetu Warszawskiego (na etat starszego asystenta). W roku 1962 otworzył przewód doktorski u prof. Włodzimierza Brusa, zwolennika zastosowania mechanizmu rynkowego w komunistycznej gospodarce planowej.
W roku 1966 za krytykę polityki PZPR wobec Kościoła w związku z listem Episkopatu Polski do biskupów niemieckich w sprawie Millenium chrześcijaństwa (ze słynnymi słowami „przebaczamy – i prosimy o przebaczenie”) – wydalony z PZPR przez Warszawską Komisję Kontroli Partyjnej i w konsekwencji zwolniony z pracy na Uniwersytecie Warszawskim decyzją prorektora Zygmunta Rybickiego.

### Koła dyskusyjne i marzec 1968
Brał udział w pracach koła dyskusyjnego, grupującego pracowników naukowych i studentów Uniwersytetu Warszawskiego i Uniwersytetu Łódzkiego. Uczestników tych spotkań łączył krytyczny stosunek do koncepcji Jacka Kuronia i Karola Modzelewskiego wobec PRL, przedstawionych w ich liście otwartym do członków partii. Zarzucali m.in. Kuroniowi i jego wychowankom z hufca „walterowskiego” ZHP lekceważenie spraw wolności religii oraz suwerenności Polski. Zambrowski zorganizował jednocześnie (w trybie samizdatu) przepisywanie tekstów nie dopuszczanych do rozpowszechniania przez komunistyczną cenzurę.
W marcu 1968 roku aresztowany przez SB pod fałszywym zarzutem organizowania wiecu studentów UW 8 marca. Faktycznym motywem była chęć powiązania uczestników protestów studenckich z rozgrywkami frakcyjnymi we władzach PZPR (poprzez powiązanie uczestników protestów – dzieci prominentnych działaczy PZPR dawnej frakcji puławian). W lutym 1969 roku skazany na dwa lata więzienia z art. 28 i 29 mkk. Uzasadnieniem wyroku było szkalowanie państwa polskiego (PRL) przez określenie polityki PZPR wobec Kościoła katolickiego jako Kulturkampf i zarzut szkalowania narodu polskiego poprzez przypisanie Zambrowskiemu autorstwa słów Nową przypowieść Polak sobie kupi, że i przed szkodą i po szkodzie głupi – w istocie puenty Pieśni o spustoszeniu Podola Jana Kochanowskiego.

### Lata siedemdziesiąte i osiemdziesiąte
Po zwolnieniu z więzienia pracował w Centralnym Laboratorium Optyki. Od roku 1976 współpracownik Komitetu Obrony Robotników i Towarzystwa Kursów Naukowych. Był współpracownikiem Komitetu Samoobrony Społecznej „KOR”. Po pierwszej pielgrzymce Jana Pawła II do ojczystego kraju (1979) działał w akcji „Chrystus w środkach przekazu społecznego”, zbierając podpisy wiernych pod apelem o transmisję mszy świętej w Polskim Radiu i TVP.
23 sierpnia 1980 roku dołączył do apelu 64 uczonych, pisarzy i publicystów do władz komunistycznych o podjęcie dialogu ze strajkującymi robotnikami. Od września 1980 – członek NSZZ „Solidarność”. W stanie wojennym internowany w więzieniu w Białołęce. W sierpniu 1985 oraz 1986 roku pikietował sklepy monopolowe w ramach ogłaszanej przez podziemną „Solidarność” i Episkopat akcji Ruchu Otrzeźwienia Narodu, za co siedział dwukrotnie w więzieniu na Służewcu. Współpracował jako dziennikarz z prasą emigracyjną (londyński „Tydzień Polski”) oraz podziemną (m.in. „Obóz” redagowany przez Andrzeja Ananicza).
W latach 1988–1989 pracował jako stróż na budowie metra warszawskiego. W czasie kampanii wyborczej do Sejmu i Senatu w roku 1989 został asystentem wyborczym Jarosława Kaczyńskiego, z którym w latach 1979–1980 zbierał był podpisy pod apelem o mszę w radiu i TV. Nie przyjęty do pracy w „Gazecie Wyborczej”, dzięki poparciu Jana Dworaka podjął pracę bibliotekarza w „Tygodniku Solidarność”, kierowanym przez Tadeusza Mazowieckiego.

### Praca dziennikarska
Po mianowaniu przez Lecha Wałęsę redaktorem naczelnym „Tygodnika Solidarność” Jarosława Kaczyńskiego, pracował jako dziennikarz pisma. W „Tygodniku Solidarność” przez dwie kadencje był przewodniczącym redakcyjnej Komisji Zakładowej NSZZ „Solidarność”.
Po wybuchu I wojny czeczeńskiej – członek założyciel Komitetu „Polska – Czeczenia”.
Publicysta pism prawicowych: „Ład”, „Nowy Świat”, „Gazeta Polska”, „Głos”, „Najwyższy CZAS!” oraz „Nasza Polska”. Członek Stowarzyszenia Wolnego Słowa.

## Odznaczenia
W czerwcu 2006, za wybitne zasługi dla rozwoju niezależnego dziennikarstwa i wolnych mediów w Polsce, za działalność na rzecz przemian demokratycznych, za osiągnięcia w pracy w „Tygodniku Solidarność”, prezydent Lech Kaczyński odznaczył go Krzyżem Oficerskim Orderu Odrodzenia Polski.

## Życie prywatne
Był żonaty, miał czworo dzieci i sześcioro wnucząt.